# Sarakhs (flygplats)
Sarakhs är en flygplats i Iran. Den ligger i den nordöstra delen av landet, 900 km öster om huvudstaden Teheran. Sarakhs ligger 288 meter över havet.
Terrängen runt Sarakhs är platt. Runt Sarakhs är det glesbefolkat, med 20 invånare per kvadratkilometer. Närmaste större samhälle är Sarakhs, 9,6 km nordost om Sarakhs. Omgivningarna runt Sarakhs är i huvudsak ett öppet busklandskap.